# Centro direzionale di Milano
Il centro direzionale di Milano è un quartiere   a carattere terziario posto a nord del centro cittadino, fra le due importanti stazioni ferroviarie Centrale e Porta Garibaldi. Amministrativamente è compreso nel Municipio 9 (Comasina, Affori, Porta Nuova, Niguarda, Bovisa, Fulvio Testi).
La sua attuale estensione territoriale ricalca il quartiere proposto, ma mai completamente realizzato, nel piano regolatore del 1953.

## Il piano regolatore del 1953
Il Centro Direzionale di Milano era previsto nel piano regolatore del 1953 come risposta alla continua terziarizzazione del centro e ai relativi problemi di congestione del traffico automobilistico.
Venne localizzato fra la Stazione Centrale e la futura Stazione di Porta Garibaldi, che si sarebbe ottenuta con l'arretramento della vecchia stazione di Porta Nuova. Secondo gli intenti dell'epoca doveva configurarsi come il baricentro dell'hinterland milanese, persino dell'intera Regione.
I punti di forza di questo progetto sarebbero dovuti essere:
- l'incrocio dei due assi attrezzati, vere e proprie autostrade urbane che avrebbero tagliato la città (mai realizzati);
- una linea metropolitana (l'attuale M2);
- una nuova stazione ferroviaria collegata alle linee regionali delle Ferrovie dello Stato (l'attuale stazione di Milano Porta Garibaldi);
- le Linee celeri della Brianza (mai realizzate).

La realizzazione di queste infrastrutture avrebbe reso massima l'accessibilità al sito, sia sulla scala cittadina che su quella regionale.

Visione dell'area ex-Varesine durante lo smantellamento della stazione di Porta Nuova; sullo sfondo si scorge la costruenda stazione di Porta Garibaldi, a destra in basso la chiesa di san Gioachimo.

Il Centro Direzionale avrebbe tratto il proprio spazio vitale, oltre che dall'arretramento della stazione di Porta Nuova, dalla demolizione di interi isolati e pezzi di quartiere ricadenti nelle aree interessate dal piano. Contestualmente a ciò vennero portati avanti pesanti sventramenti nella zona della Stazione Centrale, di Porta Nuova e di Porta Garibaldi. Corso Como venne praticamente demolito per metà e analoga sorte toccò agli edifici nei dintorni di via Borsieri, presso il quartiere Isola, laddove sarebbe dovuto sorgere il nuovo asse attrezzato, di cui il cavalcavia Bussa, sopra la stazione di Porta Garibaldi, fu l'unico spezzone costruito
Il piano particolareggiato venne pubblicato in due versioni nel 1955 e nel 1962, ma la sua attuazione risultò particolarmente faticosa, tanto da arrestarsi del tutto alla fine degli anni sessanta, soprattutto a causa dell'assenza di normative che limitassero l'ulteriore espansione del terziario nel centro storico, che proseguì inesorabilmente per tutti i decenni successivi. La forte ostilità al progetto degli abitanti dei vari quartieri e l'insostenibile costo degli espropri portò inoltre il Comune a bloccare ulteriori sventramenti e ad abbandonare la realizzazione degli assi attrezzati. I frutti migliori di quegli anni furono sicuramente grattacieli come il Grattacielo Pirelli, la Torre Galfa o anche la stessa Torre Servizi Tecnici Comunali, con un avveniristico sottopassaggio in viale Melchiorre Gioia. 

A questo scenario si aggiunge poi quello delle vaste aree vuote e rimaste inedificate per decenni. Emblema di ciò fu l'area dove sorgeva la stazione di Porta Nuova, dismessa nel 1961 in previsione dell'apertura del nuovo scalo di Porta Garibaldi, avvenuta due anni dopo; tale area in parte fu occupata in concessione nel 1964 da un luna park permanente, chiamato anch'esso Le Varesine, e da vari circhi, ed in parte restò inutilizzata. 

L'area delle Varesine negli anni Settanta: sullo sfondo il luna park, la torre Breda e la cupola della chiesa di san Gioachimo.

Nel 1978 una variante al piano regolatore sancì il definitivo abbandono del progetto, definendo genericamente le aree "di interesse pubblico", operazione che sostanzialmente impediva qualsiasi edificazione o sviluppo della zona.

## Il quartiere contemporaneo
Nel 2004 l'amministrazione comunale, sotto la guida del sindaco Gabriele Albertini, approvò un vasto e rivoluzionario progetto di riqualificazione per l'area, noto come Progetto Porta Nuova.
Tale intervento ha visto l'eliminazione del luna park e l'edificazione di un complesso di grattacieli a carattere terziario nella zona antistante la stazione di Porta Garibaldi, connesso agli edifici residenziali e terziari dell'area ex-Varesine e a quelli ricavati dalle aree dismesse nel quartiere Isola.
Fulcro sociale dell'intero quartiere sono diventate piazza Gae Aulenti e i Giardini di Porta Nuova.
Oltre agli edifici più imponenti e iconici, come la Torre Unicredit, la Torre Diamante, il Bosco Verticale, la Torre Solaria e il vicino Palazzo Lombardia, il progetto ha comportato una radicale opera di urbanizzazione di tutto il Centro Direzionale e di buona parte dei quartieri vicini, atta a ricucire il tessuto cittadino.

## Trasporti
Il Centro Direzionale, ad oggi, è molto ben servito dai mezzi di trasporto pubblici:
- le stazioni ferroviarie di Milano Centrale e Milano Porta Garibaldi, snodi per treni internazionali, nazionali, regionali e suburbani;
- il passante ferroviario, collettore delle linee ferroviarie suburbane, con le fermate di Porta Garibaldi e Repubblica;
- la linea M2 della metropolitana, con le fermate di Garibaldi FS, Gioia e Centrale FS;
- la linea M3 della metropolitana, con le fermate di Repubblica e Centrale FS;
- la linea M5 della metropolitana, con le fermate di Garibaldi FS e Isola;
- numerose linee del trasporto pubblico locale di superficie (autobus e tram).

## I grattacieli del Centro Direzionale
| Edificio            | Metri | Piani | Anni di realizzazione |
| Torre Unicredit A   | 231   | 31    | 2009 - 2011           |
| Palazzo Lombardia   | 161   | 39    | 2007 - 2010           |
| Torre Solaria       | 143   | 37    | 2010 - 2013           |
| Torre Diamante      | 140   | 30    | 2010 - 2012           |
| Grattacielo Pirelli | 127   | 31    | 1956 - 1960 - R2005   |
| Torre Gioia 22      | 121   | 25    | 2019 - 2021           |
| Torre UnipolSai     | 120   | 23    | 2019 - 2023           |
| Torre Breda         | 117   | 30    | 1950 - 1955 - R2009   |
| Bosco Verticale     | 111   | 24    | 2009 - 2014           |
| Torre Galfa         | 109   | 31    | 1956 - 1959 - R2018   |
| Torre Unicredit B   | 100   | 23    | 2009 - 2011           |
| Torre Garibaldi A   | 100   | 25    | 1984 - 1992 - R2011   |
| Torre Garibaldi B   | 100   | 25    | 1984 - 1992 - R2012   |

## Galleria d'immagini

Schema degli assi attrezzati previsti dal PRG del 1953.
La zona interessata dai progetti nel 1965 circa.
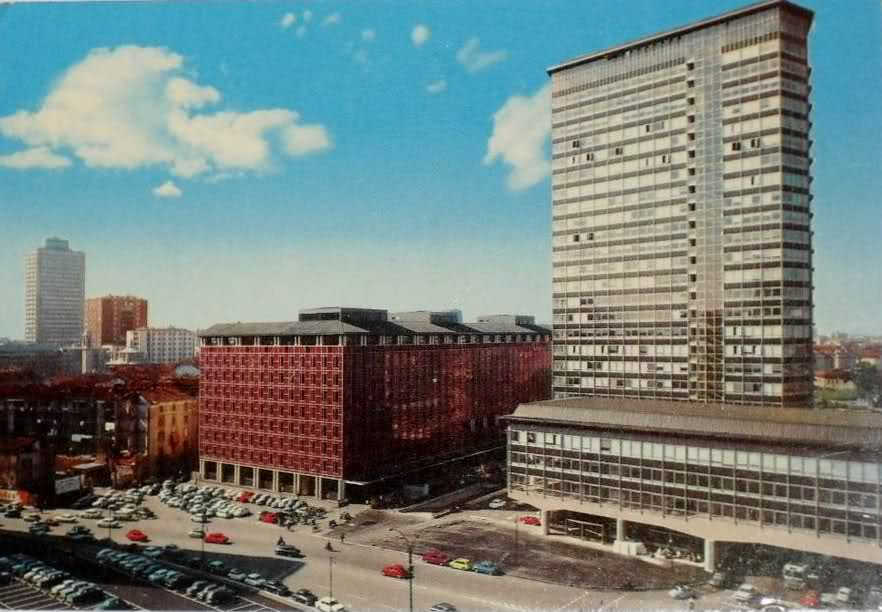
La Torre Servizi Tecnici Comunali e sullo sfondo la Torre Breda negli anni Sessanta.